# Aleksander Piwek
Aleksander Piwek – polski architekt, historyk architektury i konserwator zabytków.

## Życiorys
W 1974 zdobył tytuł mgr inż. arch. na Wydziale Architektury Politechniki Gdańskiej, w 1996 obronił doktorat, w 2009 habilitację, a w 2015 otrzymał tytuł naukowy profesora.
Pracuje jako profesor zwyczajny w Katedrze Historii, Teorii Architektury i Konserwacji Zabytków na Wydziale Architektury Politechniki Gdańskiej. Specjalizuje się w architekturze cysterskiej, a w szczególności w dziejach dawnego Opactwa Cystersów w Oliwie. Zajmuje się również dziejami architektury Gdańska. Prowadził badania architektoniczne Bramy Wyżynnej, Bramy Zielonej, Domu Uphagena, Dworu Artusa, Ratusza Głównego Miasta, kościołów św. Ducha, św. Józefa i św. Jakuba w Gdańsku, a także w Waplewie Wielkim, Bytowie, Lęborku i Elblągu.
Jest członkiem Międzynarodowej Rady Ochrony Zabytków i Miejsc Historycznych ICOMOS, Stowarzyszenia Konserwatorów Zabytków i Stowarzyszenia Architektów Polskich.

## Odznaczenia i nagrody
- Srebrny Medal „Zasłużony Kulturze Gloria Artis” – 2018[3]
- Wyróżnienie III stopnia SARP – 2012
- Medal Komisji Edukacji Narodowej – 2012
- Brązowy Medal „Zasłużony Kulturze Gloria Artis” – 2011[3]
- Nagroda im. prof. Janusza Stanisława Pasierba Conservator Ecclesiae – 2011
- Nagroda Specjalna Stowarzyszenia Konserwatorów Zabytków i Polskich Pracowni Konserwacji Zabytków S.A. – 2010
- Nagroda Rektora PG ind. III st. za szczególne osiągnięcia naukowe – 2009[4]

## Publikacje
- Aleksander Piwek, Architektura kościoła pocysterskiego w Oliwie od XII do XX wieku: świątynia zakonna białych mnichów, Pelplin: Bernardinum, 2006, ISBN 978-83-7380-281-0. Brak numerów stron w książce
- Aleksander Piwek, Wystroje artystyczne kościoła pocysterskiego w Oliwie, Gdańsk: Wydział Architektury Politechniki Gdańskiej, 2013, ISBN 978-83-928905-7-7. Brak numerów stron w książce
- Aleksander Piwek, Urbanistyka i architektura dawnego garnizonu w Gdańsku Strzyży, [w:] Krzysztof Maciej Kowalski (red.), Od Czarnych Huzarów do Niebieskich Beretów – Dzieje garnizonu w Gdańsku-Wrzeszczu, Gdańsk: Kosycarz Foto Press/KFP, 2018, ISBN 978-83-948997-0-7. Brak numerów stron w książce